# Лясоцин (Сохачевський повіт)
Лясоцин (пол. Lasocin) — село в Польщі, у гміні Брохув Сохачевського повіту Мазовецького воєводства.
Населення — 117 осіб (2011).
У 1975—1998 роках село належало до Варшавського воєводства.

## Демографія
Демографічна структура станом на 31 березня 2011 року:
|          | Загалом | Допрацездатний вік | Працездатний вік | Постпрацездатний вік |
| -------- | ------- | ------------------ | ---------------- | -------------------- |
| Чоловіки | 58      | 7                  | 40               | 11                   |
| Жінки    | 59      | 13                 | 25               | 21                   |
| Разом    | 117     | 20                 | 65               | 32                   |